# Agaricus arvensis
Agaricus arvensis, vulgarmente conhecido como cogumelo do cavalo, é um fungo do género Agaricus. É um cogumelo comestível e não apresenta características venenosas. É uma espécie saprotrófica e o seu estado de conservação é pouco preocupante.

## Taxonomia
Agaricus arvensis foi descrito pela primeira vez em 1762 por Jacob Christian Schaeffer. Desde então tem sido designado por outros nomes binomiais, sendo o actual e mais aceitado arvensis, que significa "do campo".

## Morfologia
O píleo é bastante similar ao do Agaricus campestris. Quando jovem, apresenta uma forma esférica e globosa, que se vai tonando convexo com a idade. O seu diâmetro varia entre os 5 e os 20 cm. A sua cor é inicialmente branca e vai progredindo para tons de amarelo e branco-amarelado. Embora numa menor intensidade do que o A. xanthodermus, também pode apresentar uma cor amarela quando tocado ou cortado. As lamelas começam por ser brancas (quando são jovens, os A. arvensis tendem a ser confundidos com algumas das espécies mais tóxicas do género Amanita), e ao longo da idade passam por tons de cor-de-rosa até atingir os castanhos. Apresenta um cheiro que é muitas vezes descrito como sendo igual ao do anis.

### Espécies similares
Os A.arvensis podem ser normalmente confundidos com as seguintes espécies de cogumelos:

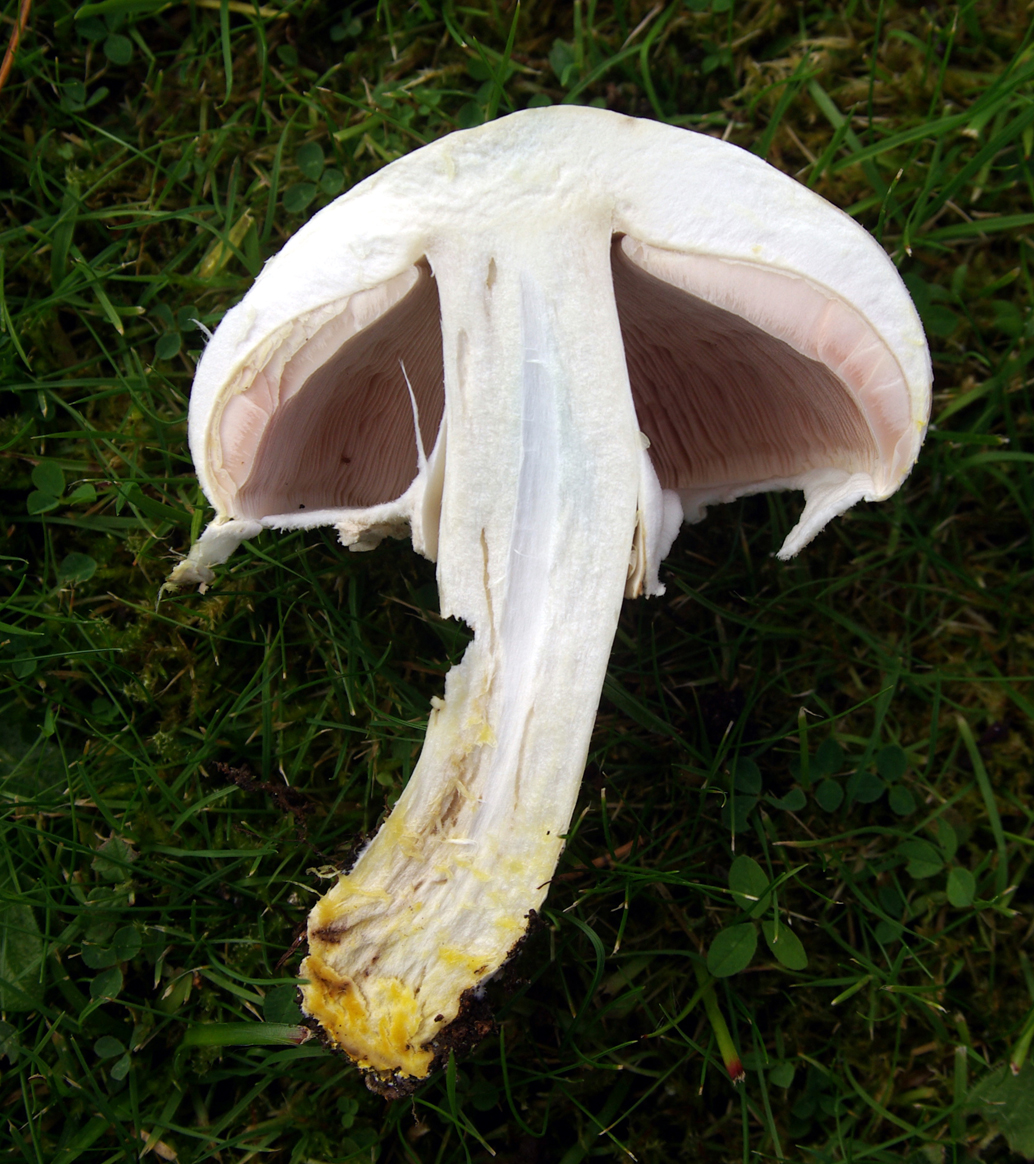
Exemplar de A. xanthodermus, confundido muitas vezes com oA. arvensis, pode ser distinguido pela forte coloração amarela na base quando cortada.

- Agaricus osecanus: Esta espécie é mais rara do que os A. arvensis, e não tem o cheiro a anis.[5]
- Agaricus xanthodermus: Quando cortado exibe uma reacção muito mais intensa ao apresentar uma cor amarelada na base, e quando ingerido provoca distúrbios intestinais.
- Agaricus silvicola: Também é comestível, mas é uma espécie mais arborícola.
- Agaricus campestris: É comestível, mas é geralmente (nem sempre) menor do que os A. arvensis.
- Agaricus bisporus: É o cogumelo mais cultivado e mais comum entre os Agaricus.

## Distribuição geográfica e habitat
Podemos encontrar A. arvensis em grandes números na Grã-Bretanha, América do Norte, oeste da Ásia e um pouco por toda a Europa (em Portugal podemos encontrar alguns exemplares na zona de Setúbal, Santarém, Viseu, etc.), visto que é das maiores espécies da ordem Agaricus.

## Comestibilidade
Esta espécie é bastante apreciada por agricultores, sendo hoje considerada uma das espécies de fungos mais utilizadas na cozinha. Porém, os espécimens que crescem em locais muito poluídos podem ter concentrações algo perigosas de metais pesados tais como o cobre e o cádmio.

## Galeria

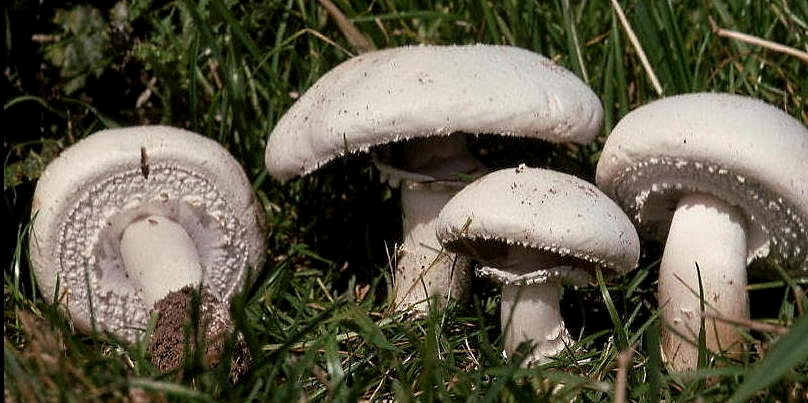
A. arvensis.
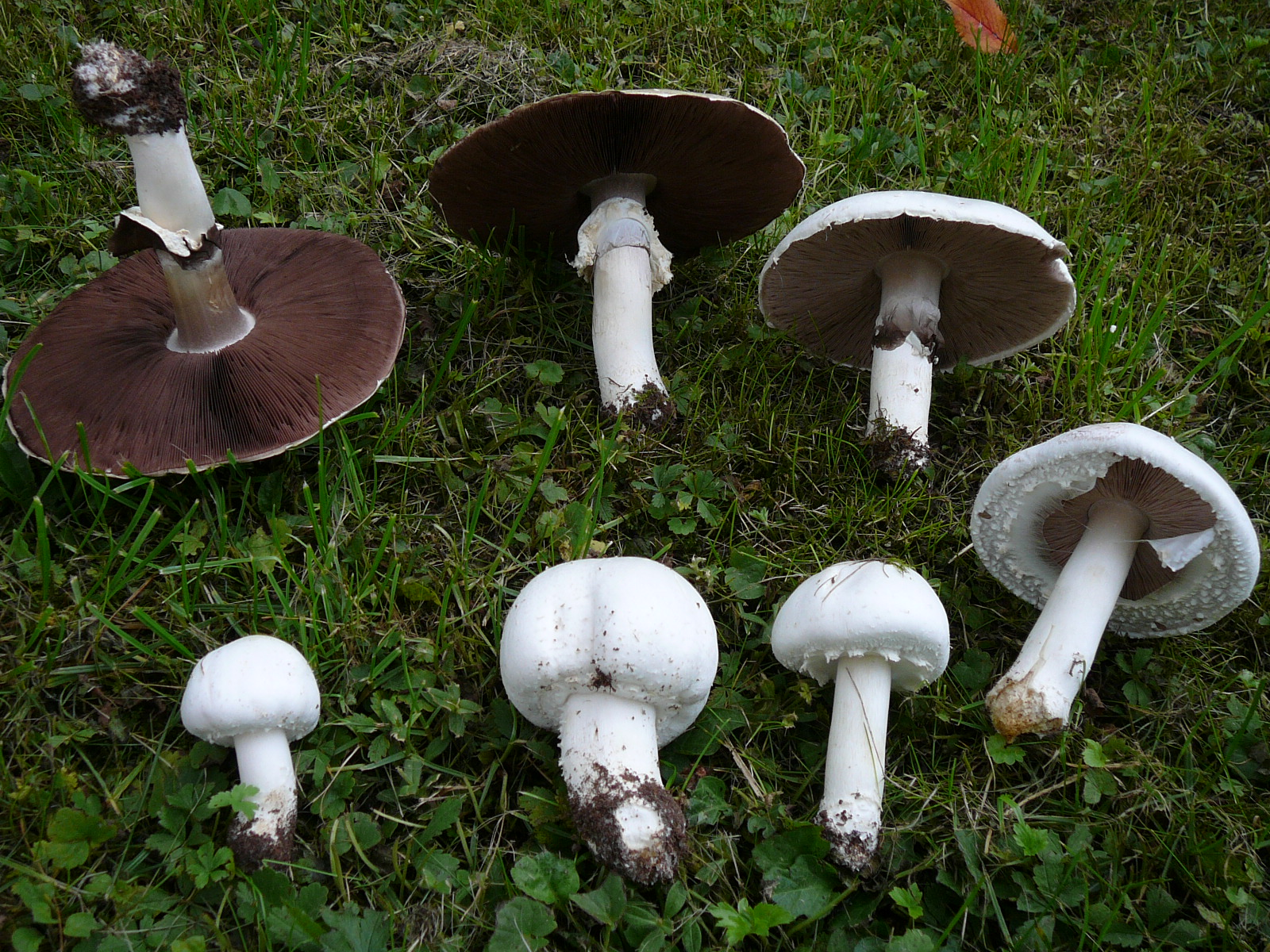
A. arvensis em diferentes idades, onde se nota a diferente coloração das lamelas.
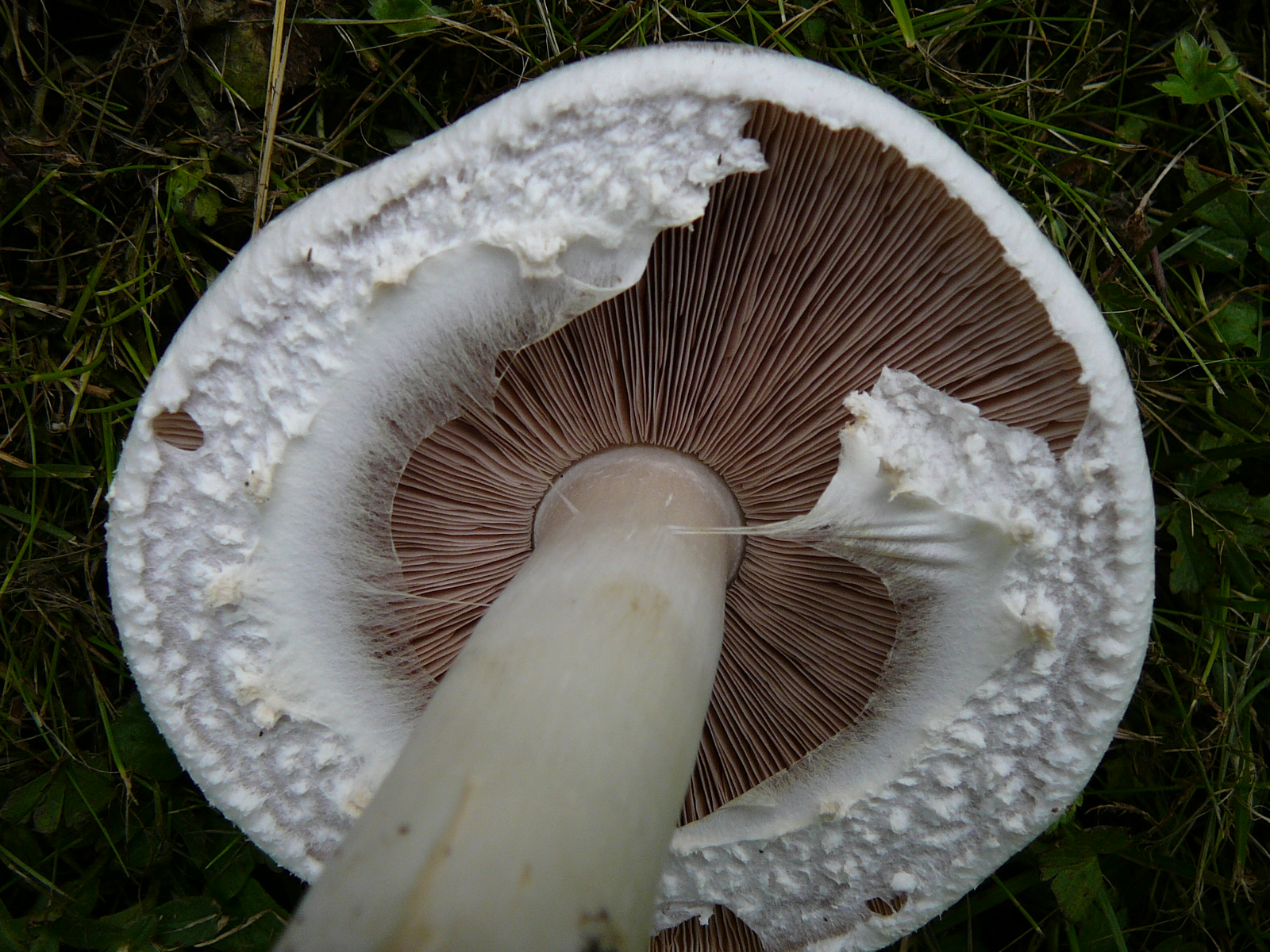
A. arvensis jovem.